# Option in Südtirol

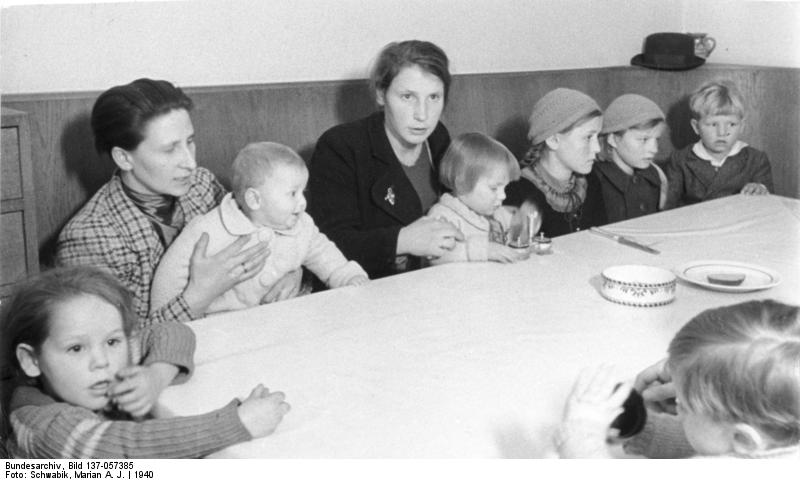
Südtiroler Umsiedler 1940 in Innsbruck

Die Option bezeichnet eine vom faschistischen Italien und nationalsozialistischen Deutschland ausgehandelte Wahlmöglichkeit, die die deutsch- und ladinischsprachige Bevölkerung Italiens, also hauptsächlich die Bevölkerung des heutigen Südtirols, vor folgende Entscheidung stellte: entweder Option für das Deutsche Reich mit anschließender Emigration oder Verbleib in Italien. Obwohl prinzipiell als Akt individueller Selbstbestimmung ausgelegt, war die freie Entscheidungsfindung durch eine Reihe von Faktoren stark beeinträchtigt.
Die Option begann Mitte 1939 und hatte große gesellschaftliche Verwerfungen zur Folge, insbesondere als die Frist von Ende 1942 auf Ende 1939 vorgezogen wurde, da im zwischenzeitlich besetzten westlichen Polen große Gebiete besiedelt werden sollten. Die Frage, ob man im Zuge einer Emigration ins Deutsche Reich die Heimat verlassen oder im durch die faschistische Italianisierungskampagne geprägten Südtirol bleiben solle, entwickelte sich zu einem großen Konfliktthema, was auch gewaltsame Übergriffe und Terrorakte von „Optanten“ auf „Dableiber“ zur Folge hatte. Entscheidende Wirkung hatte dabei die breitenwirksame Propaganda des Völkischen Kampfrings, bestehend u. a. aus Appellen ans völkisch-nationale Bewusstsein und sorgsam entwickelten Drohszenarien (etwa dem Gerücht, Italien werde alle „Dableiber“ in den Süden umsiedeln).
Rund 85 % der etwa 250.000 zur Wahl Aufgerufenen entschieden sich letztlich für eine Deutschland-Option. Allerdings wanderten bis zur Eingliederung der Operationszone Alpenvorland in den deutschen Machtbereich im September 1943, die die Optionsfrage vorerst obsolet machte, nur ca. 75.000 Südtiroler tatsächlich ins Deutsche Reich aus. Nach dem Kriegsende kehrten ca. 20.000–25.000 ehemalige Optanten als „Rücksiedler“ nach Südtirol zurück, wo das Gruber-De-Gasperi-Abkommen von 1946 der deutschsprachigen Minderheit eine Gleichstellung ihrer Sprache, weitgehende kulturelle Freiheiten und eine gewisse politische Autonomie garantierte.
Die Südtiroler Option von 1939/43 wird auch als „Große Option“ bezeichnet, um sie von der ersten Option in den Jahren 1920/21 abzugrenzen.

## Vorgeschichte
Südtirol wurde nach Ende des Ersten Weltkriegs im Vertrag von Saint-Germain von Italien annektiert. Damit erreichte Italien die von der Bewegung des Irredentismus angestrebte Vergrößerung des nationalen Territoriums bis zur vermeintlich natürlichen Grenze des italienischen Kulturraums am Brennerpass. Die 1922 in Italien an die Macht gekommenen Faschisten betrieben eine Italianisierung des Gebiets und seiner mehrheitlich deutschsprachigen Bevölkerung: Die deutsche Sprache verschwand aus der Öffentlichkeit, deutsche Familiennamen wurden zwangsweise italianisiert, die angestammten Ortsnamen mussten den Kreationen Ettore Tolomeis weichen. Das Ergebnis dieses Prozesses war nach 20 Jahren aus italienischer Sicht nicht befriedigend. Nach dem Anschluss Österreichs am 12. März 1938 grenzte Südtirol direkt ans Deutsche Reich. Insbesondere nach der Annexion des Sudetenlandes hofften viele Südtiroler, wieder mit dem restlichen Tirol innerhalb des Deutschen Reiches vereinigt werden zu können.
Adolf Hitler und Benito Mussolini, die am 22. Mai 1939 den Stahlpakt abschlossen, hatten andere Interessen. Hitler hatte eine große persönliche Wertschätzung für Mussolini, dessen Faschisten in vielerlei Hinsicht ein ideologisches Vorbild für die Nationalsozialisten gewesen waren. Er meinte außerdem, nicht auf Mussolini als Bündnispartner verzichten zu können und ihm daher Zugeständnisse machen zu müssen. Für Mussolini kam auf der anderen Seite eine Überlassung Südtirols an Hitler nicht in Frage. 
Für die italienischen Faschisten war die vermeintlich „natürliche“ Brennergrenze sakrosankt und keine Verhandlungsmasse. Um den Streitpunkt Südtirol ein für alle Mal aus dem Weg zu schaffen, vereinbarten die beiden Diktatoren, dass sich die Südtiroler individuell entscheiden müssten. Zur Wahl standen ein Verbleib in Italien ohne jeden ethnischen Minderheitenschutz oder – auf Linie der nationalsozialistischen Heim-ins-Reich-Doktrin – das Verlassen der Heimat, wobei Emigranten ins Deutsche Reich für ihren Besitz entschädigt werden sollten.
Am 16. Juni 1939 betraute Hitler den Reichsführer-SS Heinrich Himmler mit der Durchführung der „Umsiedlung Südtirol“. Eine Woche später trafen sich am 23. Juni 1939 unter dem Vorsitz von Himmler deutsche und italienische Verhandlungspartner im Geheimen Staatspolizeiamt in Berlin, um die Einzelheiten zu besprechen. 
Teilnehmer dieser als „Berliner Vereinbarung“ bekannten Konferenz waren auf deutscher Seite unter anderen Ernst von Weizsäcker, Reinhard Heydrich, Karl Wolff, Ulrich Greifelt und Otto Bene, auf italienischer Seite unter anderen der italienische Botschafter Bernardo Attolico, der Präfekt von Bozen Giuseppe Mastromattei und Blasco Lanza D’Ajeta.

## Ablauf

### Das Hitler-Mussolini-Abkommen
Der Überfall Nazideutschlands auf Polen führte im September 1939 zu großen Geländegewinnen im westlichen Polen. Ursprünglich war die Frist sowohl für die Option als auch für die Aussiedlung der 31. Dezember 1942. Mitte Oktober 1939 wurde der Termin für die Entscheidung auf den 31. Dezember 1939 vorgezogen.
Am 21. Oktober 1939 schlossen Hitler und Mussolini ein Abkommen zur Umsiedlung der deutschen Bevölkerung in Südtirol sowie der Zimbern in den Provinzen Trient (Lusern, Fersental), Vicenza (Sieben Gemeinden), Belluno (Sappada), Verona (Dreizehn Gemeinden) und Udine (Sauris, Timau, Kanaltal – wo auch die Slowenen zur Option zugelassen wurden). 
Am 17. November 1939 kam es zu einer weiteren Zusatzvereinbarung. Auf ausdrückliches Verlangen der Italiener wurden auch die Ladiner in das Vertragsgebiet aufgenommen (Gröden, Gadertal, Cortina d’Ampezzo, Buchenstein und Colle Santa Lucia, nicht aber das Fassatal). 
Den etwa 250.000 „volksdeutschen“ Südtirolern (80 % der Wohnbevölkerung) sowie den Zimbern wurde die Option für Deutschland nahegelegt. Wer in Italien verbleiben wollte, musste die repressive Italianisierungskampagne weiterhin in Kauf nehmen, die Anfang der 1920er Jahre begonnen hatte. Mit dem Abkommen wurde die Hoffnung vieler Südtiroler auf eine Wiedervereinigung mit dem zur Republik Österreich gehörenden Nord- und Ostteil von Tirol begraben, die sich 1938 nach dem Anschluss Österreichs an das Deutsche Reich verstärkt hatte.

### Beginn der Option

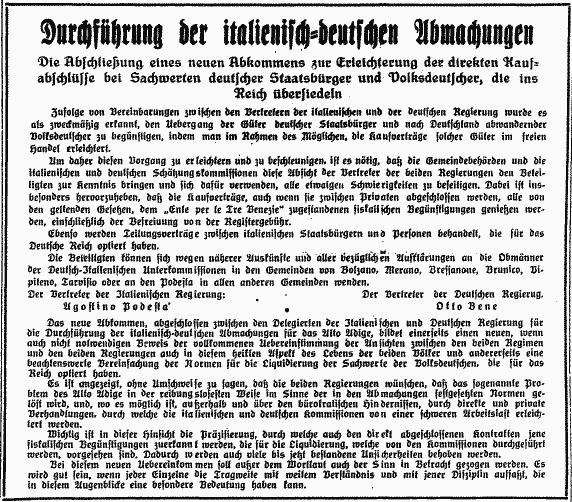
Vermögensrechtliche Bestimmungen für Optanten, publiziert in der faschistischen Alpenzeitung vom 14. Mai 1940

Die Pläne zur Umsiedlung wurden am 29. Juni 1939 von Otto Bene, auf Befehl Heinrich Himmlers, in Meran bei einer Versammlung der Auslandsorganisation der NSDAP bekannt gemacht, Mitte Juli 1939 wurden diese durch die Presse öffentlich bekannt und verursachten zunächst eine Welle der Empörung. 
Bei einem Treffen der einflussreichsten Interessensvertreter der Südtiroler, des klerikal-katholischen Deutschen Verbands (DV) und des nationalsozialistischen Völkischen Kampfrings Südtirols (VKS), im Bozner Marieninternat bei Kanonikus Michael Gamper vereinbarte man zunächst, die Heimat keinesfalls verlassen zu wollen. Doch der VKS schwenkte nach einem Treffen seiner Sprecher mit Himmler um und entwickelte sich zu einem entschiedenen Fürsprecher für die Auswanderung.
Zur bürokratischen Abwicklung der Option wurde 1939 die „Amtliche deutsche Ein- und Rückwanderungsstelle“ unter der Leitung von SS-Obersturmbannführer Wilhelm Luig eingerichtet. Diese veranlasste wiederum im Januar 1940 die Gründung der „Arbeitsgemeinschaft der Optanten für Deutschland“ (AdO). Die AdO übernahm die Strukturen des VKS und war somit in ganz Südtirol präsent. Sie bildete die einzig legale Organisation der „Optanten“. Dadurch gerieten besonders die Umsiedler in den Einfluss der nationalsozialistischen Politik und deren Organisationen.
Die Entscheidung für Deutschland zog für die Optanten weit reichende Konsequenzen nach sich. Während für die Dableiber als italienische Staatsbürger sich das Verhältnis zu staatlichen Organen nicht änderte, wurden bei staatlichen Behörden angestellte Optanten entlassen. Ihre schulpflichtigen Kinder mussten die Schule verlassen und Wehrfähige konnten noch vor der Umsiedlung von der Wehrmacht oder der SS eingezogen werden, während Italien erst im Juni 1940 in den Krieg eintrat. Optanten wurde auch, obwohl sie weiterhin steuerpflichtig in Italien waren, die Behandlung in öffentlichen Krankenhäusern verweigert, was bei den deutschen Auswanderungsbehörden ADERSt und AdO einen nicht unbedeutenden Organisationsaufwand verursachte.

### Propaganda

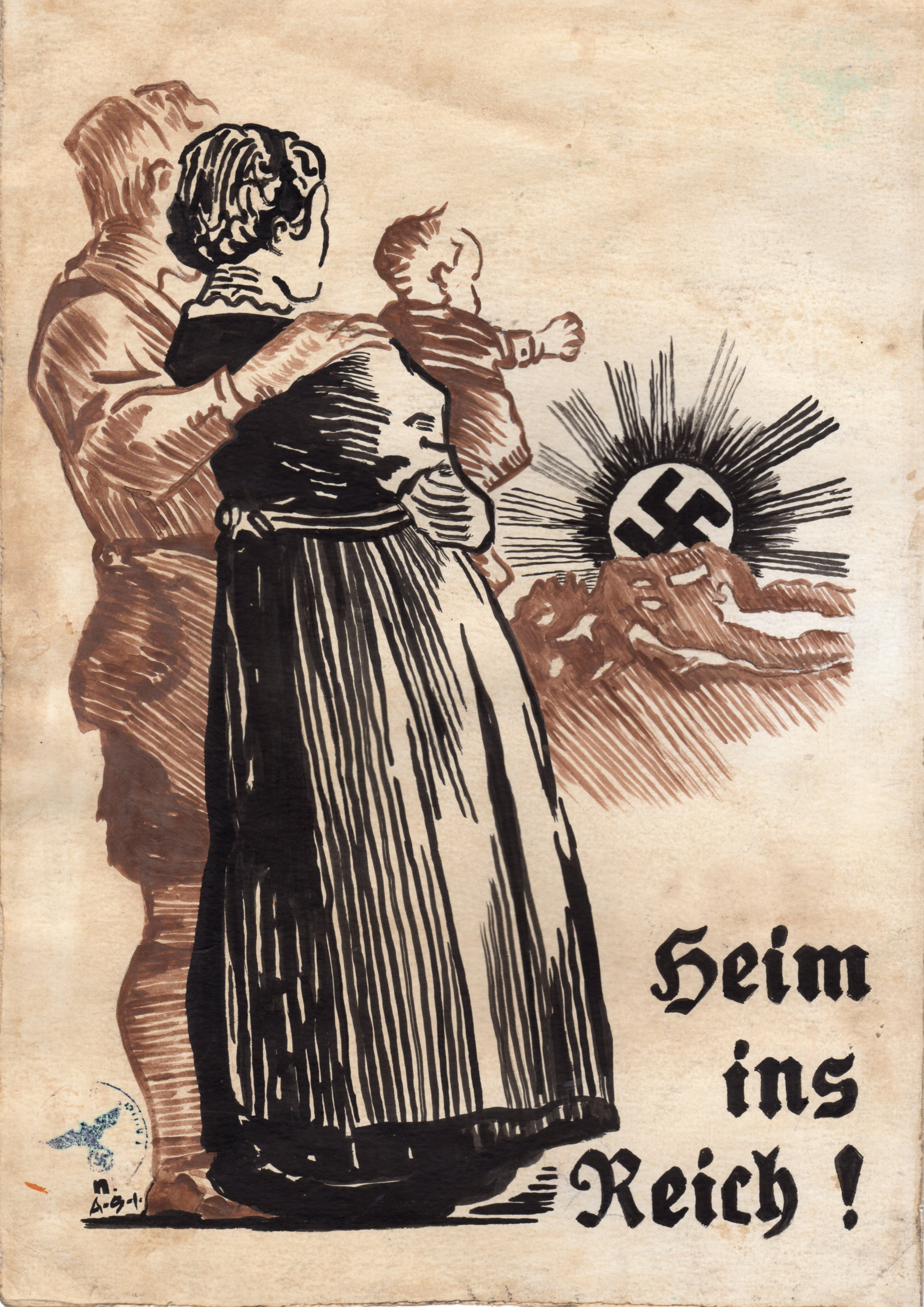
NS-Propagandaentwurf mit Südtiroler Trachtenpaar, ca. 1939/40

Das Optionsabkommen stellte die Südtiroler vor eine komplizierte Entscheidungsfindung. Eine positiv gestimmte Perspektive auf die Auswanderung, zu der man sich im Falle einer Option für Deutschland verpflichtete, nämlich die damit verknüpfte Hoffnung auf freie kulturelle Entfaltung und gesicherte wirtschaftliche Existenz, war schwer mit dem Verlust der angestammten Heimat und dem Zurücklassen der Besitztümer zu vereinbaren. Die Debatte, ob man sich für die Emigration entscheiden oder im faschistischen Italien bleiben solle, wurde Gegenstand heftiger Diskussionen auch in den kleinen Dörfern und quer durch viele Familien.
Der VKS forcierte eine Propagandawelle, die an das völkische und nationale Bewusstsein der Bevölkerung appellierte. Gleichzeitig begann die systematische Schmähung der „Dableiber“, die teils auch zu Terror ausartete und sich über mehrere Jahre fortsetzte. Die „Dableiber“ wurden als „Walsche“ und „Verräter“ des eigenen Volkes beschimpft, mit „Zigeunern“ und Juden verglichen; es kam zu zahlreichen Vorfällen von Drohungen und Gewaltanwendungen.
Die Menschen sahen sich einem massiven Entscheidungsdruck ausgesetzt und viele wussten nicht, welche Entscheidung „richtig“ war. Ihre Verzweiflung drückte sich in einem erhöhten Medikamentenkomsum und in einem Anstieg der Selbstmordversuche aus.
Für die Option geworben wurde mit dem von deutschen Behörden versprochenen geschlossenen Siedlungsgebiet. Durch die Kriegsereignisse war man sich jedoch über die geographische Lage noch nicht im Klaren. Einmal wurde den Optanten von Funktionären der AdO Galizien versprochen, dann Bauernhöfe im besetzten Polen. Später erwog man die Ansiedelung der Optanten in einem SS-Mustergau in Burgund, der erst auf dem Reißbrett existierte, dann wurde wieder die Halbinsel Krim ins Gespräch gebracht. Zudem verbreitete man ein vom Reichspropagandaminister Joseph Goebbels lanciertes Gerücht, das große Wirkmacht entfaltete, nämlich dass die „Dableiber“ nach Sizilien oder gar Abessinien verbracht, auf jeden Fall aber südlich des Po angesiedelt würden.
Auf italienischer Seite hatte man der Option zunächst relativ gelassen entgegengesehen. Der für Südtirol zuständige faschistische Präfekt Giuseppe Mastromattei unterstützte zunächst die Auswanderung der nichtitalienischen Südtiroler, da er sich damit den Auszug der „Querulanten“ erhoffte, was zu einer Beruhigung der Region beitragen sollte. Erst nachdem er sich bewusst geworden war, dass über zwei Drittel der Bevölkerung für das Deutsche Reich optierten, versuchte er gegenzusteuern und die Gerüchte zu zerstreuen. 
Im Oktober 1939 wurde seine Garantie veröffentlicht, dass die nichtitalienischen Südtiroler in ihrer Heimat verbleiben könnten.
Im März 1940, als schon Zehntausende ausgewandert waren, verlautbarte Mussolini nochmals dasselbe. Diese Zusicherungen hatten jedoch kaum einen Effekt auf die Entscheidungen der Mehrheit der Südtiroler Bevölkerung.

### Zahlen zur Auswanderung

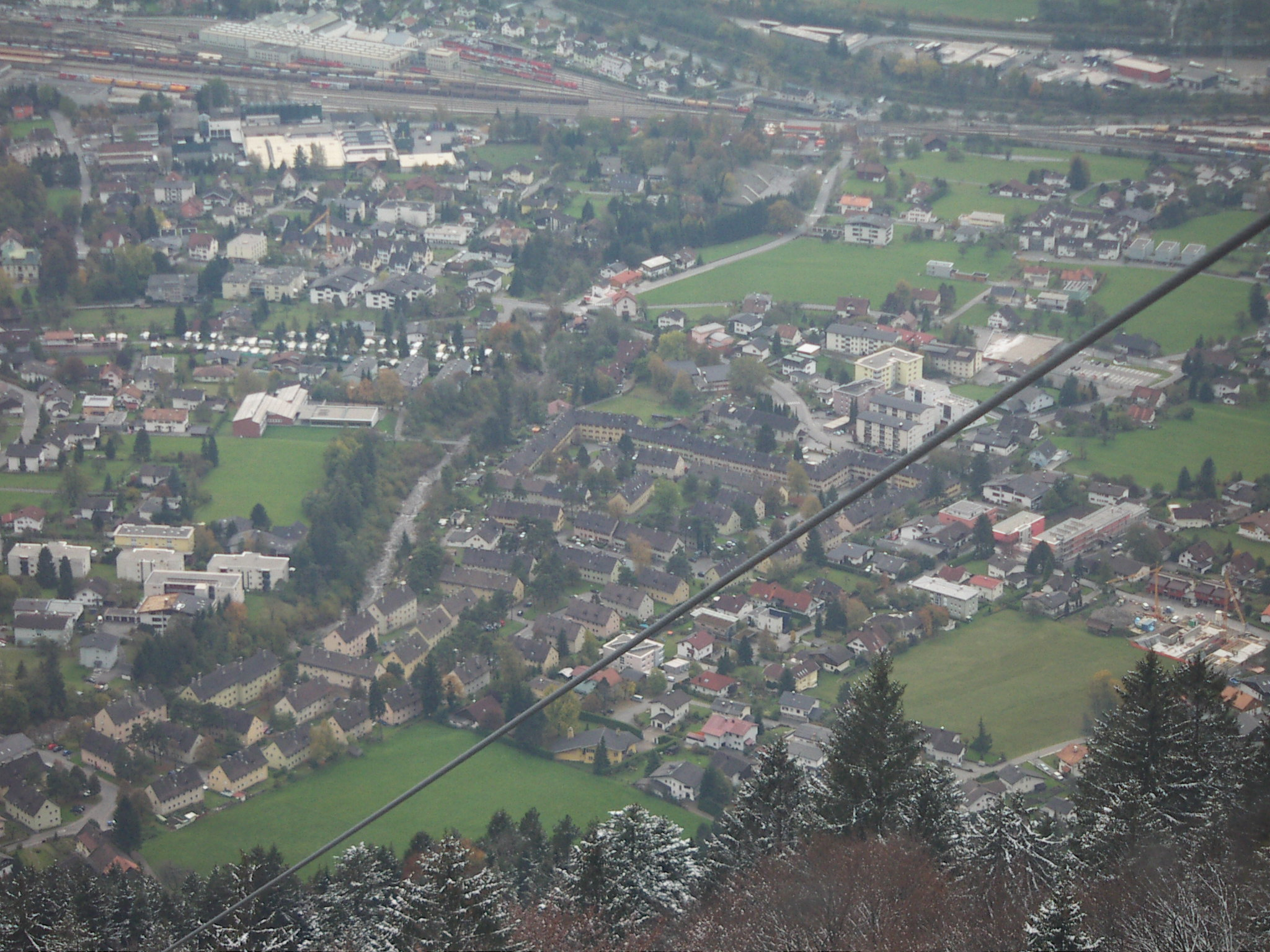
Südtiroler-Siedlung in Bludenz; von der Seilbahn auf den Muttersberg

Insgesamt entschieden sich etwa 85 % der Südtiroler Bevölkerung für eine Umsiedlung ins Reich und damit für die deutsche Reichsbürgerschaft: Es handelte sich um 166.488 Südtiroler sowie um 16.572 Wahlberechtigte in den Provinzen Belluno, Trient, Vicenza und Udine. Zuzüglich der Frauen und unmündigen Kinder, für die in der Regel die Ehemänner bzw. Väter mit abstimmten, waren rund 213.000 Südtiroler betroffen. Geistig Behinderte und zum Teil psychisch Kranke wurden meist wie Unmündige behandelt. Nur Minderjährige zwischen 18 und 21 Jahren, die nicht mit dem Vater zusammenlebten sowie getrennt lebende oder geschiedene Ehefrauen konnten selbstständig entscheiden. Für minderjährige uneheliche Kinder und Jugendliche übten die Mütter das Optionsrecht aus.
Die Orte, deren Bewohner geschlossen für die Umsiedlung stimmten, wurden von der Propaganda des VKS als sogenannte „Musterdörfer“ für ihre Zwecke ausgeschlachtet, darunter beispielsweise die Orte Gossensaß, Geiselsberg und Olang.
Bis zum Jahresende 1939 wanderten etwa 11.500 Südtiroler aus. Von den etwa 75.000 Optanten, die bis 1943 tatsächlich ins Reich übersiedelten (vorwiegend aus besitzlosen Familien unselbständig Erwerbstätiger der größeren Orte, jedoch nur wenige Bauern), verließen rund 50 % Südtirol im Jahr 1940. Danach ging die Zahl der Umsiedlungen jährlich stetig zurück: 1941 folgten 24 %, 1942 weitere 8 % und 1943 waren es nur noch 4 %.
Für diesen Rückgang gab es mehrere Gründe: Die Zuweisung eines geschlossenen Siedlungsgebiets, das den Südtirolern versprochen worden war, blieb aus; die Unterbringung und Arbeitsmöglichkeiten der ersten Auswanderer entsprachen nicht den Erwartungshaltungen; die Schätzung und Ablösung der Vermögenswerte, die den Optanten ersetzt werden sollten, verzögerte sich.
Ein Großteil der Ausgewanderten wurde in eigens errichteten Südtiroler-Siedlungen im heutigen Österreich, insbesondere in den Bundesländern Tirol und Vorarlberg, angesiedelt. Männer im wehrpflichtigen Alter wurden in die Wehrmacht eingezogen.

### Klerikaler und ziviler Widerstand

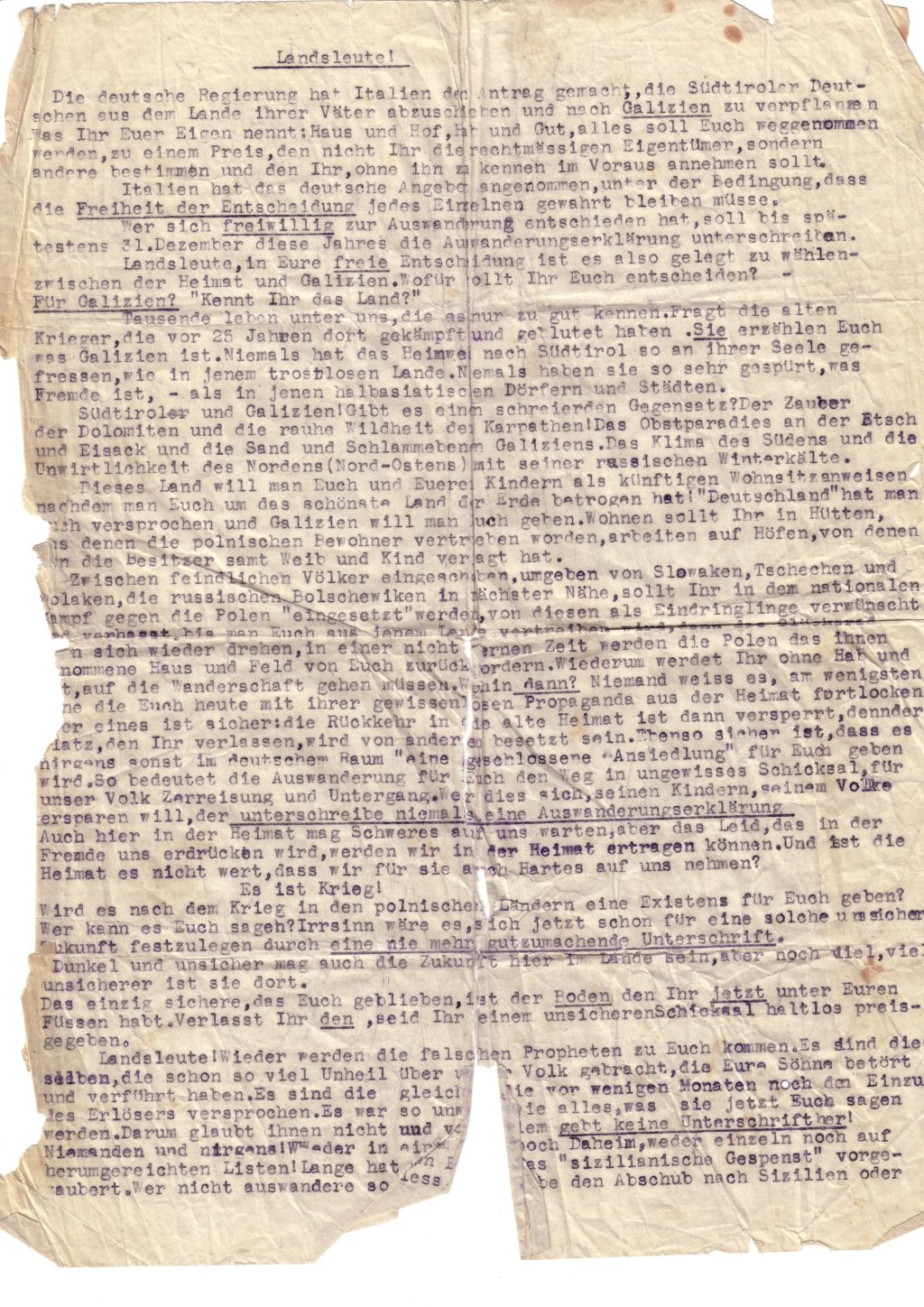
Flugblatt gegen die Umsiedlung (1939)

Entgegen dem Trend in der Gesamtbevölkerung optierten im Bistum Brixen nur 20 % (darunter aber Bischof Johannes Geisler und Generalvikar Alois Pompanin), in den deutschsprachigen Dekanaten der Diözese Trient lediglich 10 % des Klerus für die Auswanderung. So versuchten vor allem viele Priester und politisch engagierte Christlichsoziale unter den Südtiroler „Dableibern“, der deutschen Options-Propaganda und gleichzeitig der repressiven italienischen Politik organisierten Widerstand entgegenzusetzen. Ihr prominentester Vertreter war der Journalist und Priester Michael Gamper, der in der Zwischenkriegszeit für die einzige deutschsprachige Zeitung Südtirols arbeitete, den Tiroler (ab 1923 Der Landsmann, ab 1925 Dolomiten), und sich von seiner ursprünglich NS-freundlichen Position nach und nach abwandte.
Zu den Gegnern der Option zählte auch der Erzbischof von Trient, Celestino Endrici. Endrici hatte bereits nach der Machtergreifung deutlich Stellung gegen die Rassenideologie des Nationalsozialismus genommen und seinen Klerus in den deutsch- und gemischtsprachigen Dekanaten in Südtirol zum Widerstand aufgerufen. Die Option gefährdete seiner Ansicht nach die natürlichen Rechte der Südtiroler und stellte sie vor das Dilemma, zwischen Muttersprache und Heimat wählen zu müssen. Endrici hielt der faschistischen Regierung vor, nichts gegen die Options-Propaganda der Nazis unternommen zu haben und intervenierte in der Sache sogar beim Heiligen Stuhl.
Um die „Dableiber“ vor Übergriffen der „Optanten“ zu schützen, wurde noch 1939 der Südtiroler Andreas-Hofer-Bund (AHB) gegründet. Er war die wichtigste Südtiroler Widerstandsgruppe gegen den Nationalsozialismus und die Keimzelle der 1945 gegründeten Südtiroler Volkspartei (SVP). 
Gründungsmitglieder des AHB waren neben Gamper fünf weitere führende „Dableiber“: der spätere Südtiroler Senator in Rom Friedl Volgger, der Abgeordnete Paul von Sternbach, der Bozner Kaufmann Erich Amonn, der Bozner Politiker Alois Puff und Josef Mayr-Nusser. Friedl Volgger übernahm die Funktion des Vorsitzenden und hatte sie bis 1943 inne, als er durch die Nationalsozialisten verhaftet und ins KZ Dachau verschleppt wurde.
Das Protokoll der deutsch-italienischen Verhandlungen in Berlin vom Juni 1939 erwähnt auch heftige Ablehnung der Umsiedlung unter den Zimbern in den Provinzen Trient (Lusern, Fersental) und Belluno (Sappada).

### Ende der Auswanderung
Trotz verstärkter Anstrengungen und Kampagnen zur Steigerung der Umsiedlungszahlen, gingen die Zahlen ab Frühjahr 1942 stark zurück. Am 23. Juli 1942 verlängerten der deutsche Außenminister Joachim Ribbentrop und Dino Alfieri, italienischer Botschafter in Berlin, die Umsiedlungsaktion um ein Jahr auf Ende 1943.
Nach dem Sturz Mussolinis im Juli 1943 erfolgte nach der Verkündung des italienischen Waffenstillstandes mit den Alliierten am 8. September 1943 die deutsche Besetzung Italiens und die De-facto-Angliederung Südtirols als Teil der Operationszone Alpenvorland, was auch die Auswanderung beendete. Das Gebiet wurde damit fast jeglicher Einwirkung italienischer Behörden entzogen.
Unter deutscher Besatzung waren die „Dableiber“ nochmals verstärkten Repressalien ausgesetzt, darüber hinaus kam es zu zahlreichen Verhaftungen und Zwangsrekrutierungen. Friedl Volgger wurde verhaftet und ins KZ Dachau verbracht. Michael Gamper konnte sich durch Flucht einer Verhaftung entziehen.

### Rückkehr der Optanten
Nach 1945 forderte die Südtiroler Volkspartei eine Wiedervereinigung mit dem österreichischen Nord- und Osttirol, wofür in einer Unterschriftenaktion 156.600 Südtiroler Stimmen gesammelt wurden. Auf der Pariser Friedenskonferenz setzte sich diese Variante aber nicht durch, sondern es wurde 1946 das Gruber-De-Gasperi-Abkommen geschlossen, das eine Gleichstellung der deutschen Sprache, weitgehende kulturelle Freiheiten und eine gewisse Autonomie Südtirols innerhalb Italiens zusicherte, dazu aber noch in Artikel 3 festlegte,

„in einem Geist der Billigkeit und Weitherzigkeit die Frage der Staatsbürgerschaftsoptionen,
die sich aus dem Hitler-Mussolini-Abkommen von 1939 ergeben, zu revidieren.“

Dem Friedensvertrag entsprechend, wurde am 2. Februar 1948 das sogenannte Optanten-Dekret erlassen, das allen Optanten und deren Kindern das Recht auf Rückoption einräumte. Die Kinder der Rückoptanten mussten durch einen Geburtsschein belegen, dass sie ein Anrecht auf die italienische Staatsbürgerschaft hatten.
Bereits zuvor waren zwischen 2000 und 12.000 ausgewanderte „Optanten“ illegal nach Südtirol gekommen. Nach dem Abkommen folgten nochmals weitere „Rücksiedler“. Schätzungen zufolge kehrten insgesamt rund 20.000–25.000 ehemalige „Optanten“ wieder nach Südtirol zurück.

## Flugblätter der Dableiber und der Optanten
Im Sommer 1939 sickerte der Inhalt der deutsch-italienischen Verhandlungen vom 23. Juni 1939 durch, mit deren Durchführung Hitler den SS-Chef Heinrich Himmler im April beauftragt hatte. Ab August 1939 wurde die Frage „Dableiben oder Aussiedeln“ zum Thema von vielen Flugblättern. Zwei relativ gemäßigte lauteten:

### Dableiberflugblatt
„Nun ist es auch an den letzten, die Entscheidung zu fällen. Sie geht um Auswanderung oder Verbleib im Lande, um Heimat oder Fremde. Die Wahl kann nicht schwerfallen. […] Geht darum hin und legt Zeugnis ab für die Heimat durch die Abgabe des weißen Stimmzettels. Man hat diese Stimme zu fälschen versucht, indem man ihr böswillig den Sinn unterlegt, sie sei ‚welsch gestimmt‘. In Wirklichkeit steht aber nichts anderes auf dem weißen Stimmzettel geschrieben, als daß Ihr die italienische Staatsbürgerschaft beibehalten wollt. Und dies ist Euch unerläßlich, wenn Ihr weiter in diesem Land leben und arbeiten wollt, genauso wie für Millionen andere Volksdeutsche, die außerhalb des Reiches leben, eine fremde Staatsbürgerschaft nötig ist. Wer darum den weißen Zettel unterschreibt, gibt seine Stimme der Heimat.“

### Optantenflugblatt
„Südtiroler, bekennt euch! Eine schwere, aber stolze Stunde ruft euch auf zum Bekenntnis für Blut und Volk, zur Entscheidung, ob ihr für euch und eure Nachkommen endgültig auf euer deutsches Volkstum verzichten oder ob ihr euch stolz und frei als Deutsche bekennen wollt […] Ihr wählt nicht zwischen Heimat und Galizien, sondern ihr wählt zwischen einem uns fremd gewordenen Südtirol und zwischen dem Lande, das uns der Führer im deutschen Reichskörper zuweisen wird […] Schwer ist die Entscheidung, doch keinen Augenblick zweifelhaft, denn wir wissen, was wir dem Rufe unseres deutschen Blutes, des deutschen Volkes und unseres Führers schulden. […] Die Scholle opfern wir dem großen Ziele, dem großen, heiligen deutschen Reich.“

### Parolen aus anderen Flugblättern
Spätere Flugblätter wurden im Ton schärfer, woraus sich auch die Notwendigkeit erklärt, die in die Minderheit geratenden „Dableiber“ durch den im November gegründeten Andreas-Hofer-Bund zu schützen.
Aussagen wie die über Polen zeigen, dass die „Dableiber“ anscheinend besser informiert waren als ihre Gegenspieler, da diese Ereignisse später tatsächlich eintraten. Sie sind Ausdruck des tiefen Risses, der damals durch Südtirol ging und teilweise bis heute nachwirkt.
Aus Flugblättern der „Dableiber“-Bewegung:
- „Südtirol und Galizien! Gibt es einen schreienderen Gegensatz? Wohnen sollt Ihr in Hütten, aus denen die polnischen Bewohner vertrieben wurden […] Zwischen feindliche Völker eingeschoben […] sollt ihr gegen die Polen eingesetzt werden, von diesen […] verhasst, bis man Euch aus dem Lande vertreiben wird, denn das Glücksrad kann sich wieder drehen“
- „Die Losung lautet nicht ‚Geschlossen auswandern‘, sondern ‚Geschlossen in der Heimat verbleiben!‘“
- „Je mehr Deutsche in der Heimat bleiben, desto größer ist die moralische Macht, die wir besitzen, umso leichter werden wir unsere bisherigen Rechte behaupten […]“
- „Von zwei Übeln wähle ich das kleinere. Wir bleiben daheim!“

Aus Flugblättern der „Optanten“:
- „Wer für Italien stimmt … verleugnet öffentlich seine deutsche Herkunft […]“
- „Er wird dieser Lüge niemals froh werden, wenn er sieht, wie seine Kinder verwelschen […]“
- „[…] sogenannte ‚Hierbleiber‘, die freiwillig und blind ihre Zustimmung zur Verwelschung unseres Volkstums geben“
- „Volksfremde Elemente […] und verhetzte Geistliche bilden die saubere Gesellschaft, die heute die Heimatliebe predigen für Geld […] Sie sagen: ‚Geht nicht, draußen ist Krieg!‘ […]“
- „Ja, sind denn wir Südtiroler von 1939 Feiglinge geworden, die den Krieg fürchten und das Opfer für unser deutsches Vaterland?“
- „Das Reich ist gegen das scheinheilige, politisierende Priestertum, das … Deutschland haßt und jenes Judentum, das Christus, unseren Herrn, gekreuzigt hat, in Schutz nimmt, wo es nur kann.“
- „[…] die Zehn Gebote Gottes sind im Deutschen Reiche geradezu Staatsgrundgesetze! … [Das Reich] wird unser Opfer … zu würdigen wissen und sein Wort halten!“

## Gedichte der Dableiber und Optanten
Die Brennende Lieb (Geranie), die bis heute (21. Jahrhundert) viele Höfe und Häuser in Südtirol im Sommer schmückt, wurde ebenfalls zu Propagandazwecken beider Seiten verwendet. In Gedichtform sollte mit diesem Wahrzeichen der Bauern für die jeweilige Seite geworben werden.
| Version der Dableiber (Hans Egarter) | Version der Optanten (Karl Felderer) |
| --- | --- |
| Am Erker blühet wie immer Die leuchtende „Brennende Lieb“ Die Treue zur Heimat war stärker, Wie jauchzen wir, dass sie uns blieb. O blühe und leuchte Du Blume – Ein Zeichen der Treue Du bist! Und künde, dass Glaube und Heimat Das Höchste für uns ist. | So reißet vom sonnigen Erker Die letzte brennende Lieb; Die Treue zu Deutschland war stärker, Das heiligste, was uns blieb. Wir nehmen sie mit im Herzen, Für andere dereinst Symbol; Sie stille des Heimweh Schmerzen: Leb wohl, du mein Südtirol! |

## Stand der Optionsforschung
Die Option blieb in der Nachkriegszeit über weite Strecken ein verschwiegenes Thema. Eine kritische Aufarbeitung verhinderte vor allem die kollektiv empfundene Notwendigkeit des ethnopolitischen Zusammenhalts der deutsch- und ladinischsprachigen Minderheiten, die entgegen ihren Wünschen weiterhin bei Italien verblieben waren und daher eine Art Wagenburgmentalität des Zusammenhaltens entwickelten, die die Zerreißprobe von Dableibern und Optanten wirkungsvoll überdeckte.
Erst Pioniere der Südtiroler Geschichtsschreibung wie Claus Gatterer und Leopold Steurer schoben diesen Schleier beiseite, indem sie einerseits den Unrechtscharakter des italienischen Faschismus und seiner Italienisierungsbemühungen unterstrichen, aber auch die NS-Verstrickung der Südtiroler Eliten klar benannten. 
Eine wichtige Wendemarke bedeutete die im Jahr 1989, 50 Jahre nach dem Optionsabkommen, in Bozen veranstaltete Ausstellung „Option – Heimat – Opzioni“, die zu einer intensiven öffentlichen Debatte über die Voraussetzungen, Umstände und Folgen der Option führte. Innerhalb dieser Debatte stach Reinhold Messners Verdikt hervor, die Südtiroler hätten mit dem Entscheid für die Abwanderung in das Dritte Reich eigentlich ihre Heimat verraten.
In der Folge verstärkten sich die Aufarbeitungsbemühungen, begünstigt auch durch die steigende Zugänglichkeit von einschlägigen Aktenbeständen – Karl Stuhlpfarrers Monographie hatte diesbezüglich eine äußerst solide Grundlage bereitgestellt. Seither wurden in chronologischer Reihenfolge neue Forschungsleistungen von Michael Wedekind, Helmut Alexander, Stefan Lechner, Günther Pallaver und Hannes Obermair vorgelegt, die das Gesamtbild insgesamt weiter ausdifferenziert haben.

## Künstlerische Rezeption
Das Optionsgeschehen wurde auch filmisch und künstlerisch rezipiert und verarbeitet. Für Karin Brandauers Film Verkaufte Heimat von 1988/89 hatte Felix Mitterer das Drehbuch geschrieben. 2019 wurde es auch als Theaterstück in der zum Abriss bestimmten Südtiroler Optantensiedlung in Telfs von den Tiroler Volksschauspielen aufgeführt.
Im Jahr 2021 hat sich die Künstlerin Anja Manfredi mit der Südtiroler Siedlung in Lienz fotografisch auseinandergesetzt.

## Filme
- Anita Lackenberger, Gerhard Mader: Heimat verloren – Heimat gewonnen? Spurensuche zur Option der Südtiroler 1939. 2006 (bmukk.gv.at [PDF; 287 kB] Medienbegleitheft zur DVD, 90 Minuten).
- Karin Brandauer, Felix Mitterer: Verkaufte Heimat. Teil 2: Leb’ wohl du mein Südtirol. 1989 (Centro e Mediateca multilingue).